# Assemblea del popolo (Maldive)
L'Assemblea del popolo (in maldiviano ރައްޔިތުންގެ މަޖިލިސް‎, Rayyithunge Majilis) è il parlamento monocamerale della Repubblica delle Maldive.

## Composizione
Il Parlamento Maldiviano è composto, attualmente, da 93 deputati, aventi mandato quinquennale ed eletti con un sistema maggioritario secco. Essi rappresentano il popolo maldiviano e compongono il potere legislativo del paese, esercitato appunto dall’Assemblea.